# Ingravescentem aetatem
Ingravescentem aetatem – motu proprio papieża Pawła VI z 21 listopada 1970 (weszło w życie 1 stycznia 1971). Na jego podstawie kardynałowie powyżej 80. roku życia zostali wykluczeni z udziału w konklawe oraz zobowiązani do rezygnacji z urzędów w Kurii Rzymskiej. Postanowienia dokumentu zostały potwierdzone w konstytucji apostolskiej Romano Pontifici eligendo z 1975.